# Sistema Sáenz Peña
O Sistema Sáenz Peña foi um sistema eleitoral majoritário que vigorou na Argentina até 1962. Esse sistema eleitoral foi instituído pela Lei Sáenz Peña em 1912, que ainda estabeleceu o sufrágio universal, secreto e obrigatório.
O Sáenz Peña consistia em dar uma vantagem de assentos no parlamento à lista vencedora das eleições, evitando a fragmentação partidária que incentivava um sistema bipartidário: alocava 2/3 dos assentos do parlamento à primeira lista vencedora e os 1/3 restantes à segunda lista vencedora.
O sistema eleitoral majoritário paraguaio, que foi utilizado até 1992, era uma variação do sistema argentino: alocava 2/3 à primeira lista vencedora e, à diferença do Sáenz Peña, distribuía proporcionalmente o restante dos assentos às outras listas.